# Аренберг, Энгельберт-Мария фон
Энгельберт-Мария д'Аренберг (полное имя: Энгельберт Проспер Эрнст Мария Йозеф Юлиус Бальтазар Бенедикт Антон Элеонора Лоренц), 9-й герцог Аренберг, 15-й герцог фон Эршот и Крой, 4-й герцог фон Меппен, 4-й принц фон Реклингхаузен и граф фон Марк - немецкий аристократ, военный и политик 19-го и 20 -го веков.

## Биография
Он был внуком герцога Проспера Луи Д’Аренберга (1785-1861), губернатора герцогства Аренберг - Меппен.
Его родителями были Энгельберт-Август фон Аренберг (1824-1875), 8-й герцог Аренберг, и Элеонора Урсула Аренберг (1845-1919).  
Раннюю юность Энгельберт-Мария провел в Бельгии, во дворце Эгмонт в Брюсселе, а также в Лёвене во дворце Аренбергов и в замке Анген к юго-западу от Брюсселя.
В 1875 году после смерти своего отца герцог Энгельберт-Мария д'Аренберг унаследовал обширные поместья в Эмсланде (Нижняя Саксония).
С 1889 по 1893 год он был офицером прусской армии в 4-м кирасирском  полку  в Мюнстере , а с 1893 по 1896 год служил в гвардейском кирасирском полку в Берлине.
В 1903 году он приобрел Нордкирхенский дворец. Под его руководством была проведена обширная реконструкция замка и прилегающих земель.

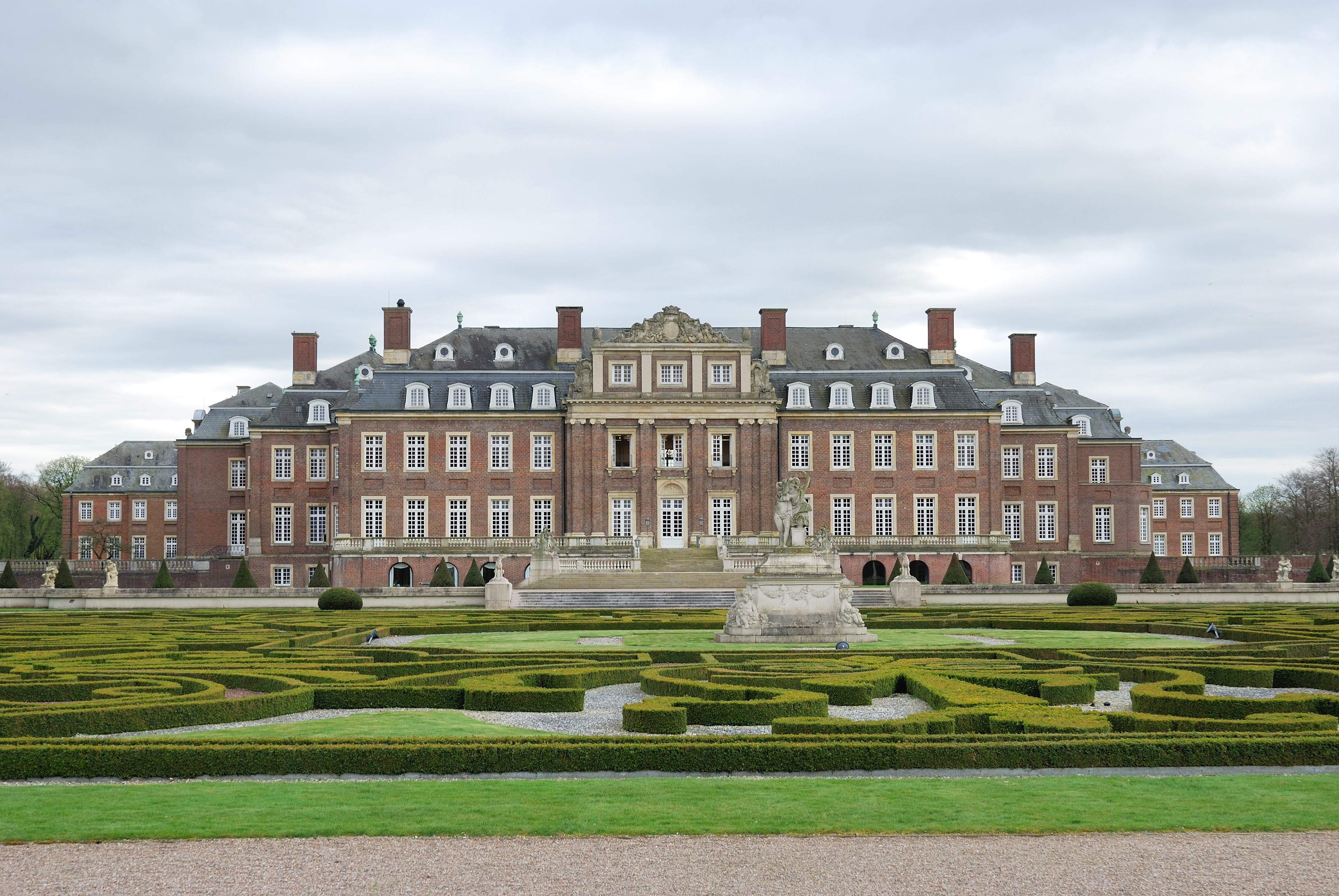
Вид Нордкирхенского дворца со стороны парка

С 1909 по 1912 год заседал в Рейхстаге как депутат от Центра, представляя избирательный округ Людингхаузен - Варендорф - Беккум. С 1903 по 1918 год он также входил в качестве наследственного герцога в Прусскую палату лордов, а с 1917 по 1919 год — в Вестфальский провинциальный парламент.
По словам писателя Бернта Энгельманна, Энгельберт Мария д'Аренберг в 1913 году был «одним из самых богатых владельцев недвижимости в Вестфалии». Ее налогооблагаемое состояние оценивалось в 63 миллиона золотых марок. Площадь его постоянно расширявшихся земельных владений, расположенных не только в провинции Западная Вестфалия, но также в Рейнской провинции и прусской провинции Ганновер, составляла 30 тысяч гектаров. Д'Аренберг управлял основными промышленными объектами семьи, включая несколько рудников, а с 1928 по 1932 год такими компаниями, как Arenberg-Meppen GmbH, Arenberg Nordkirchen GmbH, Arenberg-Recklinghausen GmbH,  Arenberg -Schleiden GmbH и Arenberg-Dusseldorf GmbH. Акционерами этих компаний с самого начала были его трое детей.
Во время Первой мировой войны был членом высшего командования германской Седьмой армии. 
После войны стал жить за границей: после недолгого пребывания в Милане переехал в Лозанну.
В 1919 году герцог Аренберг стал почетным гражданином Меппена (Германия), а в 1927 году — города Рекклингхаузен.
В 1949 году он умер после непродолжительной болезни в Лозанне.

## Брак и дети

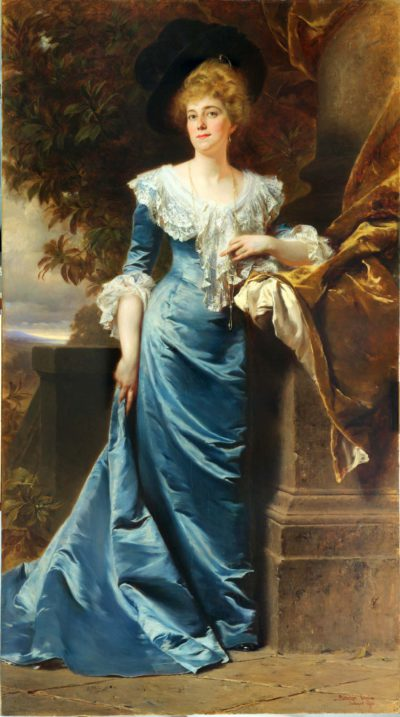
Портрет жены Хедвиги Мари Габриэль де Линь, ок. 1900 года

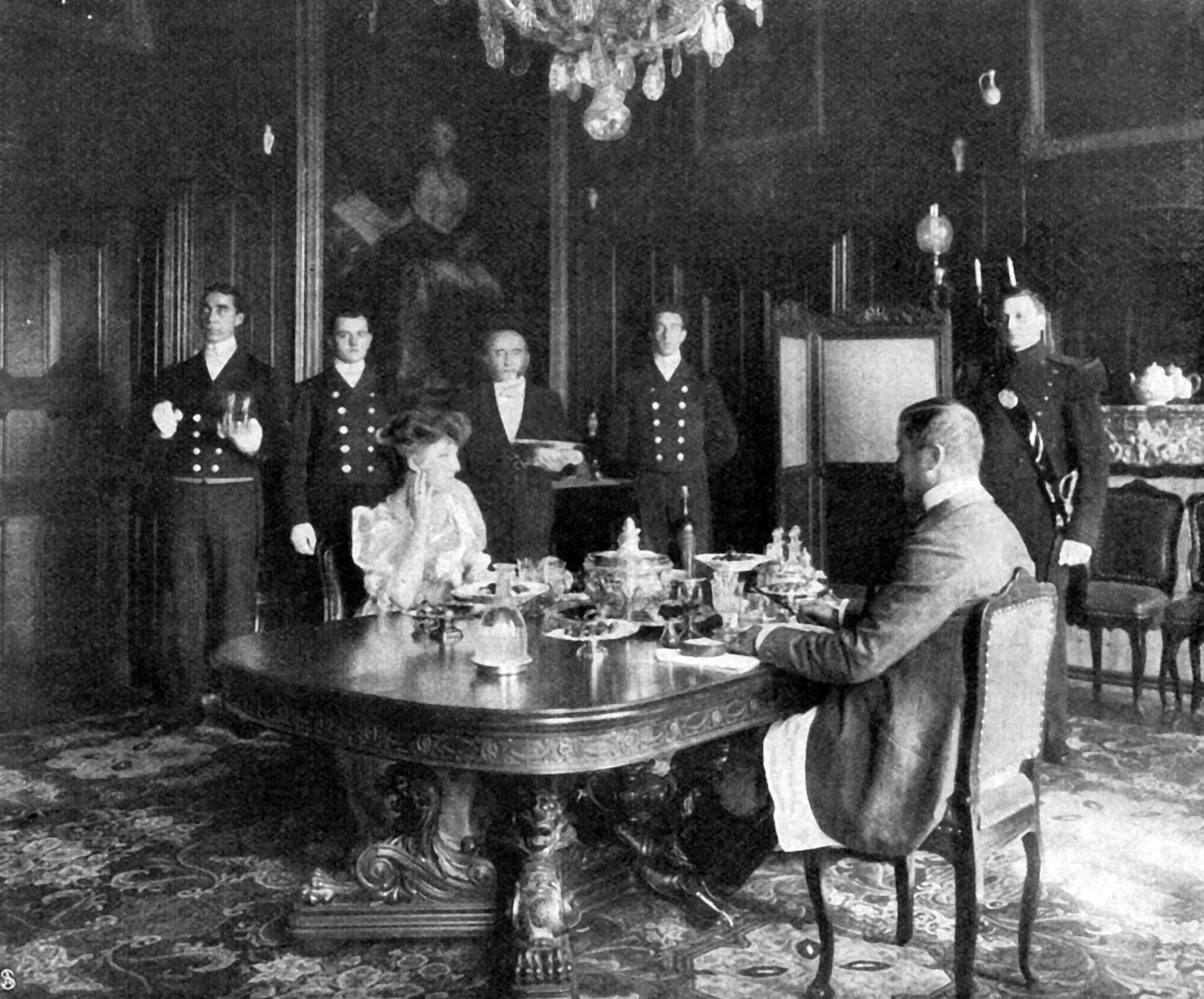
Энгельберт-Мари д'Аренберг и его жена Хедвига, принцесса де Линь, 1906

14 октября 1897 года в Брюсселе женился на Хедвиге Мари Габриэль де Линь (1877–1938), дочери принца Шарля Жозефа Эжена Анри Жоржа Ламораль де Линь. В браке родилось трое детей:
- Энгельберт Карл, 10-й герцог Аренберг, 16-й герцог Арсхот, 5-й герцог Меппен, 5-й принц Реклингхаузен (1899-1974), первый брак - с Валерией Шлезвиг-Гольштейнской (1900-1953), дочерью герцога Альберта Шлезвиг-Гольштейнского, второй брак - с Матильдой Каллей (1913-1989), оба брака бездетны
- Эрик, 11-й  герцог Аренберг, 17-й герцог Арсхот, 6-й герцог Меппен, 6-й принц Реклингхаузен (1901-1992), женат, бездетен, но дети жены от первого брака, Летиция де Бельсунс (род.  1941) и Родриг де Бельсунс (1942–2007), были усыновлены Эриком под фамилией Аренберг.
- Лидия д'Аренберг (1905-1977), замужем за Филибертом Савойским-Генуэзским, брак бездетный

После смерти двух его бездетных сыновей престолонаследником дома Аренбергов стал Жан Энгельберт фон Аренберг (1921–2011), 12-й герцог Аренберг, правнук Проспера-Луи Д'Аренберга.